# معركة حشاش
يوم حُشاشٍ وهو يوم من أيام العرب في الجاهلية بين بنو لحيان من هذيل وبين بني كعب من خزاعة في أرض من ديار هُذيل الجاهلية تسمى الحُشاش.

## الأحداث
خرج عمرو بن الجعد الخزاعي من ذي غلائل بجيش قوامة مائة رجل من بني كعب من خزاعة حتى وصلوا إلى ديار لبني لحيان من هذيل تسمى الحُشاش فوجدت خزاعة لحيان وكان عمرو بن الجعدة الخزاعي صاحب راية خزاعة آنذاك . فوقع القتال بين هذيل وخزاعة فقتلتهم هذيل ولم ينجوا من خزاعة الا عمرو بن الجعد وذكر الجمحي ان عمرو بن الجعد كان صاحب الراية في تلك المعركة فألتفت ووجد هذيل قد قتلت كل سريته فقال «من ذو حاجة في أهل غلائل !» ثم رمى بالراية وهرب من أرض المعركة فقال :
ذكر اليوم ياقوت الحموي في معجمه مختصرا فقال:
| معركة حشاش | خرج عمير بن الجعد بن القهد الخزاعي من ذي غلائل بمائة من بني كعب بن عمرو حتى صبّحوا بني لحيان بالحشاش يوم حشاش فوجدوهم غير غافلين، فقتلتهم بنو لحيان ولم ينج منهم غير عمير بن الجعد | معركة حشاش |